# Maria Kirkova
Maria Kirkova (Sofia, 2 januari 1986) is een Bulgaarse alpineskiester. Ze nam viermaal deel aan de Olympische Winterspelen, maar behaalde geen medaille.

## Carrière
Kirkova maakte haar wereldbekerdebuut in januari 2006 tijdens de slalom in Zagreb. Ze stond nog nooit op het podium van een wereldbekerwedstrijd.
Op de Olympische Winterspelen 2006 nam Kirkova alleen aan de slalom deel. Ze haalde de finish niet. Vier jaar later, in Vancouver, was ze opnieuw van de partij op de Olympische Spelen. Als beste resultaat liet ze een 33e plaats in de afdaling optekenen.

## Resultaten

### Titels
Bulgaars kampioene supercombinatie - 2010, 2011, 2012
Bulgaars kampioene super G - 2007, 2008, 2009, 2010, 2011, 2012
Bulgaars kampioene slalom - 2008, 2009, 2011, 2012, 2013, 2014, 2016, 2017, 2018
Bulgaars kampioene reuzenslalom - 2008, 2009, 2011, 2012, 2013, 2014, 2015, 2016, 2017, 2018

### Wereldkampioenschappen
| Jaar | Plaats                 | Resultaten                                                                   |
| ---- | ---------------------- | ---------------------------------------------------------------------------- |
| 2003 | Sankt Moritz           | 43e Slalom                                                                   |
| 2007 | Åre                    | 44e Reuzenslalom 45e Slalom                                                  |
| 2009 | Val d'Isère            | 22e Supercombinatie 28e Super G 34e Reuzenslalom DNF Slalom                  |
| 2011 | Garmisch-Partenkirchen | 51e Reuzenslalom DNF1 Slalom                                                 |
| 2013 | Schladming             | 46e Slalom DNF1 Reuzenslalom DNS1 Supercombinatie DNS1 Super G DNS1 Afdaling |
| 2015 | Vail/Beaver Creek      | 41e Reuzenslalom DNF1 Slalom                                                 |
| 2017 | Sankt Moritz           | 45e Slalom 46e Reuzenslalom                                                  |

### Olympische Spelen
| Jaar | Plaats      | Resultaten                                              |
| ---- | ----------- | ------------------------------------------------------- |
| 2006 | Turijn      | DNF2 Slalom                                             |
| 2010 | Vancouver   | 33e Afdaling DNF1 Slalom DNF1 Super G DNF1 Reuzenslalom |
| 2014 | Vancouver   | 36e Reuzenslalom DNF2 Slalom                            |
| 2018 | Pyeongchang | 35e Slalom 40e Reuzenslalom                             |